# Зойсия
Зо́йсия (лат. Zoysia) — род растений семейства Злаки (Poaceae).

## Таксономия
Zoysia Willd., Neue Schriften Ges. Naturf. Freunde Berlin 3: 440 (1801), nom. cons.
Род назван в честь словенского ботаника Карела Зойса.

### Синонимы
- Brousemichea Balansa (1890)
- Matrella Pers. (1805)
- Osterdamia Neck. ex Kuntze (1891), nom. superfl.
- Zoisia J.M.Black (1943), orth. var.

### Виды
Род включает 8 видов:
- Zoysia japonica Steud. — Зойсия японская
- Zoysia macrantha Desv. — Зойсия крупноцветковая
- Zoysia macrostachya Franch. & Sav. — Зойсия крупноколосковая
- Zoysia matrella (L.) Merr.
- Zoysia minima (Colenso) Zotov — Зойсия маленькая
- Zoysia pauciflora Mez — Зойсия малоцветковая
- Zoysia seslerioides (Balansa) Clayton & F.R.Richardson
- Zoysia sinica Hance — Зойсия китайская

## Выращивание и использование
Поскольку зойсия устойчива к большому диапазону температур, освещения и увлажнения, её широко используют для газонов в умеренном климате. Она используется на полях для гольфа для создания фарватеров и площадок для тиринга. Травы зойсии предотвращают эрозию на склонах и отлично подавляют сорняки в течение всего года. Они устойчивы к болезням и хорошо переносят интенсивное движение.
Особенно популярен культвар Zoysia 'Emerald' (изумрудная зойзия), гибрид между Z. japonica и Z. tenuifolia.
В отдельных районах некоторые виды зойзии продаются в виде рулонного газона. В типичном климате саванны с теплыми влажными и сухими сезонами, например, в Южной Флориде, травы зойзии растут в течение теплого влажного лета и находятся в состоянии покоя в более сухие и прохладные зимние месяцы. Они популярны благодаря своей тонкой текстуре, мягкости на ощупь и низкому росту. Они могут образовывать плотные коврики и даже насыпи, которые растут над низкими элементами. В отличие от травы узкобороздник однобокий (St. Augustine grass, лат. Stenotaphrum secundatum), они обычно требуют меньше удобрений и менее подвержены поражению насекомыми и грибками, в зависимости от условий окружающей среды. Зойсия родом из Японии и Кореи, она создает поверхность/ковер, похожую на подушку. Она требует большого количества воды. Она растет медленно, и частое скашивание не требуется. Для лучшего внешнего вида эксперты по газонам рекомендуют использовать для зойзии косилки с барабанными ножами.